# Färöische Fußballmeisterschaft der Frauen
Die Färöische Fußballmeisterschaft der Frauen wird in der höchsten Spielklasse im färöischen Frauenfußball ausgespielt. Sie wurde 1985 als 1. Deild (deutsch 1. Liga) gegründet und umfasst sechs Mannschaften. Am 15. Dezember 2017 wurde Betri Banki als neuer Sponsor vorgestellt, so dass die Liga seit der Saison 2018 den Namen Betrideildin trägt. Die Laufzeit gilt zunächst bis 2022.
Unterhalb dieser Liga befindet sich die 1. Deild. Neben der Meisterschaft wird seit 1990 auch ein Pokal ausgespielt.

## Entwicklung
Bei der Gründung 1985 spielten 13 Mannschaften in zwei Gruppen getrennt mit Hin- und Rückspiel gegeneinander, wobei GÍ Gøta mit einer ersten und zweiten Mannschaft vertreten war. Abschließend wurde ein Endspiel zwischen den beiden Erstplatzierten ausgetragen. Jeweils vier Mannschaften beider Gruppen spielten im Jahr darauf in einer Gruppe an insgesamt 14 Spieltagen mit Hin- und Rückspiel gegeneinander, die letzten beiden Mannschaften mussten absteigen. Diese Ligengröße wurde bis 1997 weitgehend beibehalten, es stieg bei einem regulären Absteiger jede Saison stets ein Zweitligist in die erste Liga auf. 1987 waren jedoch nur sieben Mannschaften in der Meisterschaft vertreten. In diesem Jahr gab es auch keine Absteiger, so dass im Folgejahr wiederum die normale Ligengröße erreicht wurde. 1995 wurde die Drei-Punkte-Regel eingeführt und es wurde einmalig eine Dreifachrunde mit 21 Spieltagen ausgetragen, zudem gab es zwischen 1996 und 1998 Relegationsspiele zwischen dem Vorletzten der 1. Deild und dem Erstplatzierten der 2. Deild, wobei in den letzten beiden Austragungen der Zweitligist siegreich war. 1998 bestand die Meisterschaft erneut nur aus sieben Mannschaften, 1999 sogar nur aus vier Teams, was in Rückzügen mehrerer Mannschaften begründet war. Um dies zu kompensieren, wurde 1999 viermal gegeneinander gespielt. Ab 2001 nahmen mit Ausnahme der Jahre 2003 und 2006, als zehn beziehungsweise acht Teams in der ersten Liga spielten, jeweils sechs beziehungsweise sieben Mannschaften am Spielbetrieb teil, wobei von 2000 bis 2002 zunächst eine Gruppenphase der Endrunde voranging. 2001 gab es auch einmalig ein Relegationsspiel zwischen den Letztplatzierten der Vorrunde sowie dem Drittplatzierten der 2. Deild. Die Anzahl der Absteiger aus der ersten Liga variierte von null bis zwei. Des Weiteren wurde ab 2005 viermal gegen jede andere Mannschaft gespielt. Eine Ausnahme bildete hierbei erneut die Saison 2006. Nach Abschluss der Vorrunde mit Hin- und Rückspielen qualifizierten sich die ersten vier Mannschaften für die Meisterschaftsrunde, welche erneut mit Hin- und Rückspiel ausgetragen wurde, wobei die Punkte aus der Vorrunde halbiert und gegebenenfalls aufgerundet wurden. Die letzten vier Teams aus der Vorrunde spielten im selben System die beiden Absteiger aus, Aufsteiger gab es hierbei keine.
2012 gab es die nächste größere Reform. Die sechs Mannschaften der Vorsaison wurden um die vier Erstplatzierten der 2. Deild ergänzt, so dass insgesamt zehn Mannschaften den Meistertitel ausspielten.

## Aktueller Modus
In der Betrideildin spielt jede der acht Mannschaften an 14 Spieltagen jeweils zweimal gegen jede andere. Danach werden die Teams in eine Meister- und eine Abstiegsrunde eingeteilt, wobei sie jeweils zweimal aufeinandertreffen. Die punktbeste Mannschaft zu Saisonende ist Meister dieser Liga und qualifiziert sich für die UEFA Women’s Champions League. Sollte hierbei Punktgleichheit bestehen, wird zunächst nach der Tordifferenz und dann nach den erzielten Toren entschieden. Sofern hierbei immer noch Gleichstand vorherrscht, wird ein Entscheidungsspiel auf neutralem Platz ausgetragen.

## Teilnehmer Saison 2024
- B36 Tórshavn
- FC Hoyvík (Aufsteiger)
- HB Tórshavn
- KÍ Klaksvík (Meister 2023)
- NSÍ Runavík (Pokalsieger 2023)
- Skála ÍF
- TB/FC Suðuroy/Royn
- Víkingur Gøta

## Torschützenköniginnen (seit 1989)
| Jahr | Spielerin                | Mannschaft              | Tore |
| ---- | ------------------------ | ----------------------- | ---- |
| 1989 | Hildur Rasmussen         | B36 Tórshavn            | 16   |
| 1990 | Malan Klakkstein         | KÍ Klaksvík             | 19   |
| 1991 | Kristina Eyðbjørnsdóttir | ÍF Fuglafjørður         | 18   |
| 1992 | Malan Klakkstein         | KÍ Klaksvík             | 18   |
| 1993 | Helga Ellingsgaard       | HB Tórshavn             | 11   |
| 1994 | Helga Ellingsgaard       | HB Tórshavn             | 15   |
| 1995 | Sigrun Mikkelsen         | HB Tórshavn             | 30   |
| 1996 | Sigrun Mikkelsen         | HB Tórshavn             | 11   |
| 1996 | Sonja Steinhólm          | LÍF Leirvík             | 11   |
| 1996 | Signhild Petersen        | Skála ÍF                | 11   |
| 1997 | Rannvá Andreasen         | KÍ Klaksvík             | 28   |
| 1998 | Rannvá Andreasen         | KÍ Klaksvík             | 20   |
| 1999 | Rakul Joensen            | B36 Tórshavn            | 12   |
| 1999 | Eyðfríð Kristiansen      | HB Tórshavn             | 12   |
| 2000 | Halltóra Joensen         | VB Vágur                | 26   |
| 2001 | Kristina Eyðbjørnsdóttir | HB Tórshavn/KÍ Klaksvík | 17   |
| 2002 | Rannvá Andreasen         | KÍ Klaksvík             | 36   |
| 2003 | Rannvá Andreasen         | KÍ Klaksvík             | 46   |
| 2004 | Rannvá Andreasen         | KÍ Klaksvík             | 30   |
| 2005 | Malena Josephsen         | KÍ Klaksvík             | 27   |
| 2006 | Hanna Højgaard           | GÍ Gøta                 | 28   |
| 2006 | Rannvá Andreasen         | KÍ Klaksvík             | 28   |
| 2007 | Malena Josephsen         | KÍ Klaksvík             | 17   |
| 2008 | Rannvá Andreasen         | KÍ Klaksvík             | 27   |
| 2009 | Rannvá Andreasen         | KÍ Klaksvík             | 28   |
| 2010 | Rannvá Andreasen         | KÍ Klaksvík             | 27   |
| 2011 | Rannvá Andreasen         | KÍ Klaksvík             | 29   |
| 2012 | Rannvá Andreasen         | KÍ Klaksvík             | 31   |
| 2013 | Heidi Sevdal             | HB Tórshavn             | 29   |
| 2014 | Rannvá Andreasen         | KÍ Klaksvík             | 29   |
| 2014 | Heidi Sevdal             | HB Tórshavn             | 29   |
| 2015 | Heidi Sevdal             | HB Tórshavn             | 22   |
| 2015 | Maria Thomsen            | KÍ Klaksvík             | 22   |
| 2016 | Milja Simonsen           | HB Tórshavn             | 24   |
| 2017 | Heidi Sevdal             | EB/Streymur/Skála       | 33   |
| 2018 | Heidi Sevdal             | HB Tórshavn             | 23   |
| 2019 | Heidi Sevdal             | HB Tórshavn             | 25   |
| 2020 | Evy á Lakjuni            | KÍ Klaksvík             | 17   |
| 2021 | Heidi Sevdal             | NSÍ Runavík             | 33   |
| 2022 | Heidi Sevdal             | NSÍ Runavík             | 25   |
| 2023 | Heidi Sevdal             | NSÍ Runavík             | 33   |
| 2024 | Heidi Sevdal             | NSÍ Runavík             | 33   |

Seit 1989 wurde Rannvá Andreasen zwölf Mal Torschützenkönigin, den ersten Titel errang sie 1997, den letzten 2014. Dahinter folgt Heidi Sevdal mit zehn Titeln (2013, 2014, 2015, 2017, 2018, 2019, 2021, 2022, 2023, 2024). Ebenfalls mehrmals erfolgreich waren Malan Klakkstein (1990 und 1992), Helga Ellingsgaard (1993, 1994), Sigrun Mikkelsen (1995, 1996), Kristina Eyðbjørnsdóttir (1991 und 2001) und Malena Josephsen (2005, 2007). Rannvá Andreasen stellt ebenfalls den Rekord für die meisten erzielten Tore in einer Saison, 2003 war sie insgesamt 46-mal in 16 Spielen erfolgreich, 1993 (bei 14 Spielen) und 1996 (bei 12 Spielen) reichten bereits 11 Tore zum Titel.
Bisher konnten seit 1989 zehn verschiedene Mannschaften die Torschützenkönigin stellen. Mehrfach erfolgreich waren hierbei lediglich KÍ Klaksvík mit 19, HB Tórshavn mit zwölf, NSÍ Runavík mit vier sowie B36 Tórshavn mit zwei Titeln, wobei Kristina Eyðbjørnsdóttir 2001 für HB und KÍ aktiv war.

## Bisherige Meister
| - 1985: B36 Tórshavn - 1986: HB Tórshavn - 1987: B36 Tórshavn - 1988: HB Tórshavn - 1989: HB Tórshavn - 1990: Skála ÍF - 1991: ÍF Fuglafjørður - 1992: Skála ÍF - 1993: HB Tórshavn - 1994: HB Tórshavn - 1995: HB Tórshavn - 1996: B36 Tórshavn - 1997: KÍ Klaksvík - 1998: B36 Tórshavn | - 1999: HB Tórshavn - 2000: KÍ Klaksvík - 2001: KÍ Klaksvík - 2002: KÍ Klaksvík - 2003: KÍ Klaksvík - 2004: KÍ Klaksvík - 2005: KÍ Klaksvík - 2006: KÍ Klaksvík - 2007: KÍ Klaksvík - 2008: KÍ Klaksvík - 2009: KÍ Klaksvík - 2010: KÍ Klaksvík - 2011: KÍ Klaksvík - 2012: KÍ Klaksvík | - 2013: KÍ Klaksvík - 2014: KÍ Klaksvík - 2015: KÍ Klaksvík - 2016: KÍ Klaksvík - 2017: EB/Streymur/Skála - 2018: EB/Streymur/Skála - 2019: KÍ Klaksvík - 2020: KÍ Klaksvík - 2021: KÍ Klaksvík - 2022: KÍ Klaksvík - 2023: KÍ Klaksvík - 2024: NSÍ Runavík |

| Titel | Verein            | Saisons |
| ----- | ----------------- | --- |
| 23    | KÍ Klaksvík       | 1997, 2000, 2001, 2002, 2003, 2004, 2005, 2006, 2007, 2008, 2009, 2010, 2011, 2012, 2013, 2014, 2015, 2016, 2019, 2020, 2021, 2022, 2023 |
| 07    | HB Tórshavn       | 1986, 1988, 1989, 1993, 1994, 1995, 1999                                                                                                 |
| 04    | B36 Tórshavn      | 1985, 1987, 1996, 1998 |
| 02    | Skála ÍF          | 1990, 1992 |
| 02    | EB/Streymur/Skála | 2017, 2018 |
| 01    | ÍF Fuglafjørður   | 1991 |
| 01    | NSÍ Runavík       | 2024 |

### Rekordmeister
- 198500000 B36 Tórshavn (1)
- 198600000 B36 Tórshavn und HB Tórshavn (je 1)
- 198700000 B36 Tórshavn (2)
- 198800000 B36 Tórshavn und HB Tórshavn (je 2)
- 1989–2004 HB Tórshavn (3–7)
- 200500000 KÍ Klaksvík und HB Tórshavn (je 7)
- 2006–0000 KÍ Klaksvík (8–23)

## Erwähnenswertes
- KÍ Klaksvík ist die einzige Mannschaft, die bisher jedes Jahr in der 1. Liga spielte.
- Daneben musste Víkingur Gøta, die aufgrund einer Fusion entstanden und 2008 den Platz von GÍ Gøta sowie 2021 von ÍF/Víkingur/B68 einnahmen, ebenfalls bisher keinen Abstieg hinnehmen.
- Am häufigsten Vizemeister wurde B36 Tórshavn (11) vor HB Tórshavn (7) und AB Argir (5).
- ÍF Fuglafjørður stieg 1992 als bisher einziger amtierender Meister ab.
- Die beste Platzierung als Aufsteiger war der zweite Platz. Diesen erreichte NSÍ Runavík 2020. Den dritten Platz belegten in ihrer Aufstiegssaison LÍF Leirvík 1996, VB Vágur 1999 sowie B36 Tórshavn 2011.
- NSÍ Runavík wechselte am häufigsten die Klasse zwischen der ersten und zweiten Liga. Jeweils siebenmal stand ein Auf- und Abstieg zu Buche. Dahinter folgt SÍ Sumba mit fünf Auf- und sechs Abstiegen.

## Rekorde

### Spielerinnen

#### Einsätze
Nachfolgend eine Auflistung der Spielerinnen mit den meisten Einsätzen im Wettbewerb seit 1991. Fett markierte Spielerinnen sind noch aktiv. Bei mehreren Vereinen ist der aktuelle Verein fett markiert.

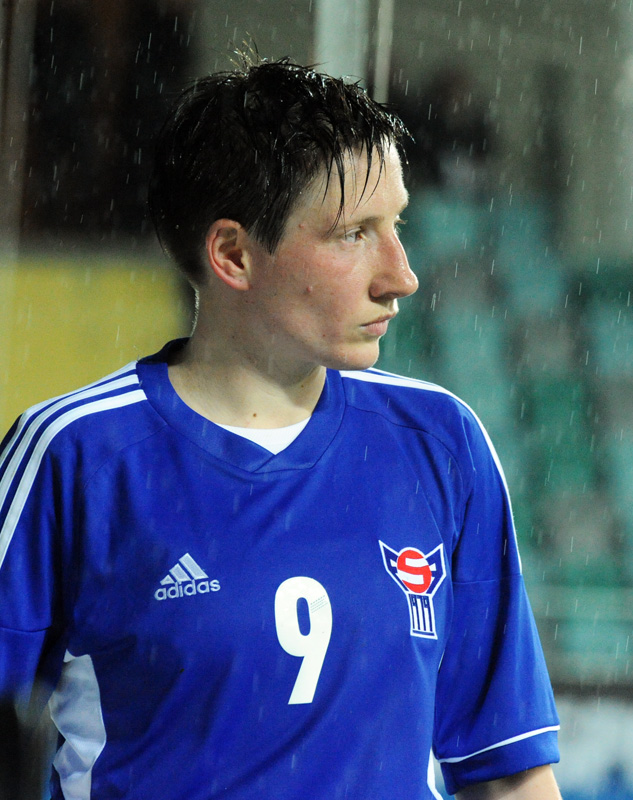
Rekordspielerin Rannvá Andreasen

| Platz | Spielerin          | Verein | Einsätze | Spielzeiten |
| ----- | ------------------ | --- | -------- | ----------- |
| 1     | Rannvá Andreasen   | KÍ Klaksvík                                                                                                  | 449      | 1995–2023   |
| 2     | Malena Josephsen   | KÍ Klaksvík                                                                                                  | 446      | 1994–2023   |
| 3     | Ragna Patawary     | KÍ Klaksvík                                                                                                  | 387      | 1995–       |
| 4     | Heidi Sevdal       | HB Tórshavn (113) NSÍ Runavík (112) Víkingur Gøta (35) B36 Tórshavn (22) EB/Streymur/Skála (19) GÍ Gøta (10) | 311      | 2005–       |
| 5     | Sigrun Kristiansen | EB/Streymur/Skála (146) EB/Streymur (110) B36 Tórshavn (33)                                                  | 289      | 2005–2022   |
| 6     | Sigrid Jacobsen    | KÍ Klaksvík (223) NSÍ Runavík (59)                                                                           | 282      | 2006–       |
| 6     | Bára Klakstein     | KÍ Klaksvík                                                                                                  | 282      | 1987–2016   |
| 8     | Elin Maria Isaksen | HB Tórshavn (221) AB Argir (37) MB Miðvágur (15)                                                             | 273      | 2010–       |
| 9     | Paula Jensen       | KÍ Klaksvík (214) 07 Vestur (51)                                                                             | 265      | 1995–2023   |
| 10    | Liljan av Fløtum   | HB Tórshavn (186) AB Argir (57)                                                                              | 243      | 1995–2022   |

#### Tore
Nachfolgend eine Auflistung der erfolgreichsten Torschützinnen im Wettbewerb seit 1991. Fett markierte Spielerinnen sind noch aktiv. Bei mehreren Vereinen ist der aktuelle Verein fett markiert.

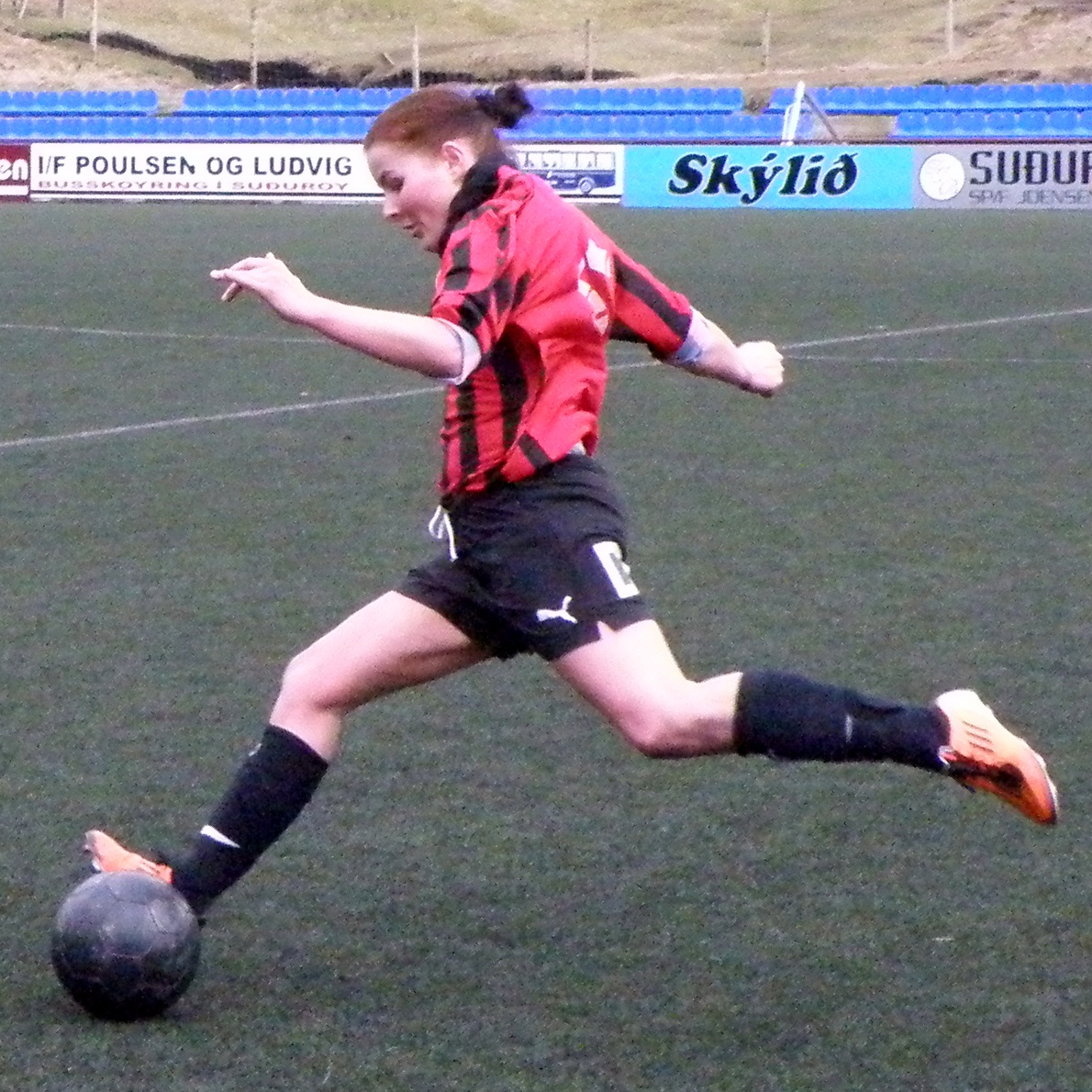
Beste aktive Torschützin Heidi Sevdal

| Platz | Spielerin                | Verein | Tore | Spielzeiten |
| ----- | ------------------------ | --- | ---- | ----------- |
| 1     | Rannvá Andreasen         | KÍ Klaksvík                                                                                                 | 561  | 1995–2023   |
| 2     | Heidi Sevdal             | HB Tórshavn (153) NSÍ Runavík (143) Víkingur Gøta (34) EB/Streymur/Skála (33) B36 Tórshavn (18) GÍ Gøta (3) | 384  | 2005–       |
| 3     | Malena Josephsen         | KÍ Klaksvík                                                                                                 | 328  | 1994–2023   |
| 4     | Sigrid Jacobsen          | KÍ Klaksvík (117) NSÍ Runavík (14)                                                                          | 131  | 2006–       |
| 5     | Hanna Højgaard           | Víkingur Gøta (63) GÍ Gøta (39) ÍF/Víkingur/B68 (13) ÍF/Víkingur (7) GÍ Gøta/B68 Toftir (2)                 | 124  | 2004–       |
| 6     | Maria Thomsen            | KÍ Klaksvík                                                                                                 | 123  | 2010–2019   |
| 7     | Halltóra Joensen         | VB Vágur (42) B36 Tórshavn (40) HB Tórshavn (28) AB Argir (9)                                               | 119  | 1999–2010   |
| 8     | Vivian Bjartalíð         | KÍ Klaksvík                                                                                                 | 118  | 1995–2009   |
| 9     | Kristina Eyðbjørnsdóttir | ÍF Fuglafjørður (37) LÍF Leirvík (35) KÍ Klaksvík (27) B68 Toftir (8) HB Tórshavn (8)                       | 115  | 1989–2006   |
| 10    | Olga Kristina Hansen     | AB Argir (58) KÍ Klaksvík (24) B36 Tórshavn (18)                                                            | 100  | 2005–2023   |

#### Titel
Rannvá Andreasen und Malena Josephsen gewannen mit KÍ Klaksvík jeweils 23 Meisterschaften, dahinter folgen Ragna Patawary mit 22, Bára Klakstein mit 16 sowie Paula Jensen mit 14 Erfolgen.

### Vereine

#### Punkte
- Insgesamt 13 Mal blieb der Meister in einer Saison ungeschlagen. Zwei Mal konnte dies HB Tórshavn erreichen (1988 und 1989), elf Mal KÍ Klaksvík (2003–2005, 2008, 2010–2012, 2016, 2020, 2021, 2023), wobei es letztgenannte Mannschaft sogar drei Mal schaffte, die Meisterschaft ohne Punktverlust zu gewinnen. So wurden 2003 16 Siege, 2004 zehn Siege sowie 2023 21 Siege in ebenso vielen Spielen erzielt.
- Die höchste Punktzahl unter der Zwei-Punkte-Regel erzielte 1989 HB Tórshavn mit 27:1 Punkten bei 14 Spieltagen. Nach Einführung der Drei-Punkte-Regel liegt der Rekord bei 63 Punkten, aufgestellt von KÍ Klaksvík im Jahre 2023 bei jeweils 21 Spieltagen.
- Sieben Mal gelang einer Mannschaft innerhalb einer Saison kein einziger Punkterfolg, dazu zählen GÍ Gøta II (1985), MB Miðvágur (1986 und 1991), KÍ Klaksvík (1987), NSÍ Runavík (1989), Skála ÍF (1998) sowie TB/FC Suðuroy/Royn (2022). Sieglos blieben des Weiteren GÍ Gøta (1990), SÍ Sumba (1997), Skála ÍF (2002), VB/Sumba (2008), MB Miðvágur (2010), FC Suðuroy (2012), AB Argir/B36 Tórshavn (2015), B68 Toftir (2016) und TB/FC Suðuroy/Royn (2023).

#### Tore
Da in der Betrideildin die Anzahl der Spieltage mehrfach variierte, lassen sich die erzielten Rekorde bei den Toren nur durch den jeweiligen Durchschnitt vergleichen. Demnach erzielte die meisten Tore mit 9,31 im Schnitt 2003 KÍ Klaksvík (149 Tore in 16 Spielen), die wenigsten mit 0,07 im Schnitt 1988 SÍ Sumba (ein Tor in 14 Spielen). Die wenigsten Gegentore mit 0,14 im Schnitt kassierte 1988 HB Tórshavn (zwei Gegentore in 14 Spielen), die meisten mit einem Durchschnitt von 9,2 pro Spiel 2022 TB/FC Suðuroy/Royn (194 Gegentore in 21 Spielen). Bei der Tordifferenz hält die Bestleistung seit 2003 KÍ Klaksvík mit +8,9 pro Spiel (+143 bei 16 Spielen), der Negativrekord liegt bei −9,1 pro Spiel (−191 bei 21 Spielen), aufgestellt 2022 von TB/FC Suðuroy/Royn.
Der höchste Sieg wurde am 5. April 2012 erzielt, als KÍ Klaksvík zu Hause mit 26:0 gegen FC Suðuroy gewann.